# Tim Phillipps
Tim Phillipps (ur. 16 lutego 1989 w Adelaide) – australijski aktor telewizyjny, filmowy i głosowy.

## Filmografia

### seriale TV
- 2007: Sąsiedzi (Neighbours) jako Fox
- 2008–2010: Żart losu (Bed of Roses) jako Sean Smithwick
- 2008: Gliniarze z Melbourne (Rush) jako Ben / Aden Geddes
- 2009: Zatoka serc (Home and Away) jako Archie Maddock
- 2011–2016: Dawno, dawno temu (Once Upon a Time) jako książę Thomas/Sean Herman
- 2012: Tajemny krąg (The Secret Circle) jako Grant
- 2016: Sąsiedzi (Neighbours) jako Daniel Robinson

### filmy fabularne
- 2010: Królestwo zwierząt (Animal Kingdom) jako Constable Daniel Hordern

### gry komputerowe
- 2012: PlayStation All-Stars Battle Royale jako Dante (głos)
- 2013: DmC: Devil May Cry jako Dante (głos)